# 644 pr. n. št.

## Smrti
- Gig, kralj Lidije (* ni znano)